# Venizelosova (Bělehrad)
Venizelosova (srbsky Венизелосова) je ulice v hlavním městě Srbska, Bělehradu. Nachází se ve východní části metropole, administrativně stále ale ještě na Starém městě. Pojmenována je po Eleftheriosovi Venizelosovi, řeckém politikovi. Dlouhá je cca 560 metrů a táhne se ve směru východ-západ. Spojuje chrám svatého Alexandra Něvského a Venizelův park.

## Historie
Ulice vznikla v roce 1878 a její první název zněl Baštovanska (Zahradní). V roce 1908 byla přejmenována na Radnička ulica (Dělnická ulice) a od roku 1935 byla známá jako Ulica knjeginje Olge (ulice princezny Olgy). Po druhé světové válce byla přejmenována na počest Đury Đakoviće, nicméně jen jedna její část (druhá se nachází na území opštiny Palilula). Svůj současný název má ulice od roku 2004.

## Doprava
Ulice představuje frekventovanou silnici. Provoz je v každé straně v jednom jízdním pruhu.

## Významné budovy
Na ulici se nachází původní domky pro dělníky, které vyprojektovala architektka Jelisaveta Načić. Na adrese Venizelosova 4 se nachází pamětní deska, která zde stála na počest Đ. Đakoviće.